# فرنسيسكو موسكيرا
فرنسيسكو موسكيرا (بالإسبانية: Francisco Mosquera)‏ هو لاعب كرة قدم كولومبي، ولد في 5 نوفمبر 1973 في كولومبيا. شارك مع منتخب كولومبيا لكرة القدم. أما مع النوادي، فقد لعب مع أتلتيكو جونيور وأتلتيكو ناسيونال وديبورتيفو بيريرا.

## وصلات خارجية
- فرنسيسكو موسكيرا على موقع قاعدة بيانات كرة القدم.إي يو (الإنجليزية)
- فرنسيسكو موسكيرا على موقع ناشيونال فوتبول تيمز (الإنجليزية)